# 埃布訥約赫山
47°25′32″N 11°46′25″E / 47.42546°N 11.77351°E

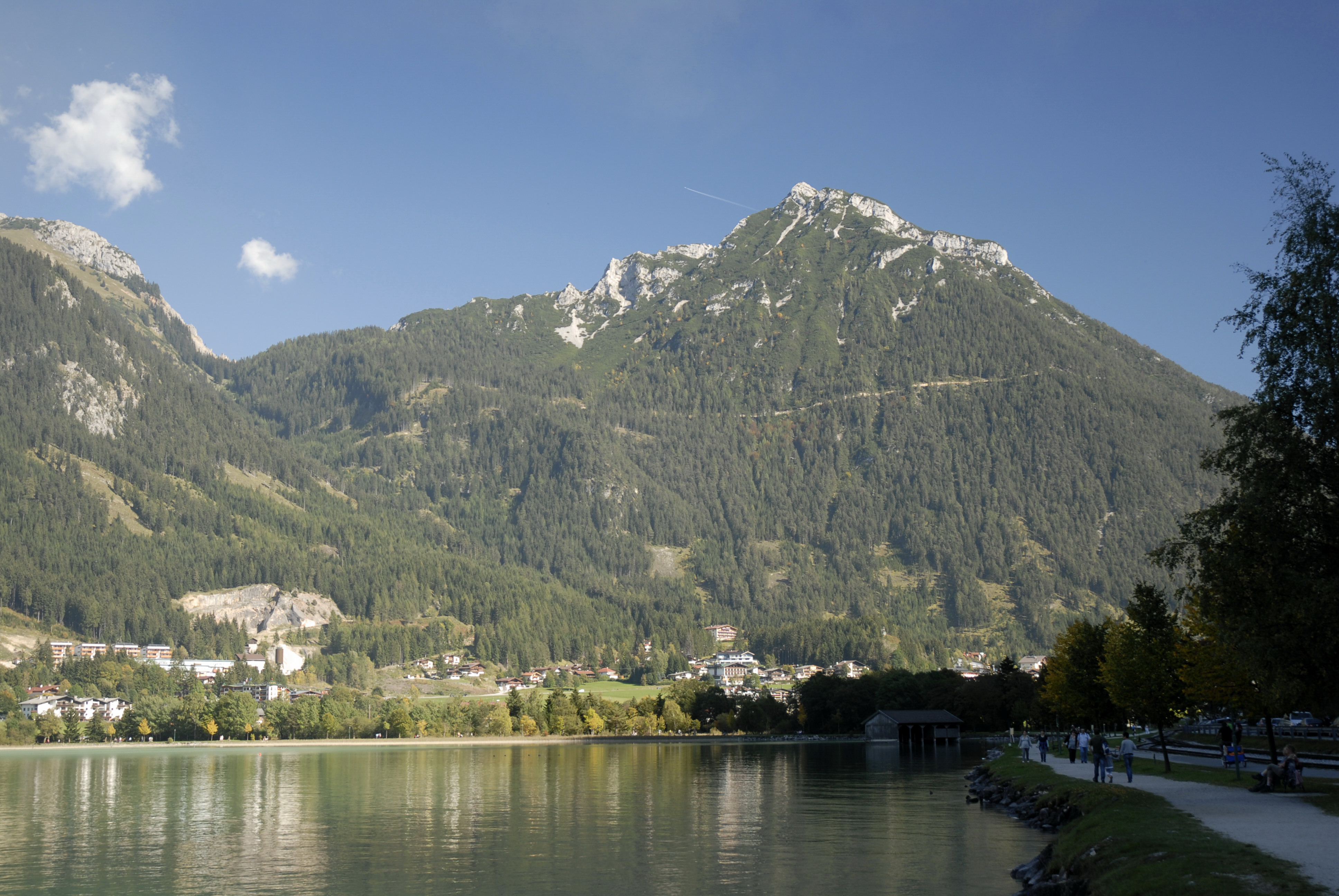

埃布訥約赫山（德語：Ebner Joch），是奧地利的山峰，位於該國西部，由蒂羅爾州負責管轄，屬於布兰登贝格山的一部分，海拔高度1,957米，每年平均降雨量1,806毫米。